# Бартон (кратер)
Ба́ртон — кратер диаметра 52,2 км на поверхности Венеры. Дно кратера Бартон плоское и указывает на возможное заполнение потоками лавы после удара. Центральный круговой пик кратера прерывный. Кратер назван в честь Клары Бартон, основательницы Американского Красного Креста. Название утверждено в 1991 году. Географические координаты: 27,4° с.ш., 337,5° в.д.